# Фентъзи
Фентъзи е литературен жанр, характеризиращ се с използването на елементи от митологията, фолклора и класическите „вълшебни приказки“.

## Определение
Поради разнообразния характер на жанра е изключително трудно да му се даде ясна и изчерпателна дефиниция.
Името на жанра е заето директно от английски език – fantasy, което означава буквално фантазия и е общоприетото популярно название на този вид литература. Също като английската дума, „фентъзи“ се използва в българския език и като съществително, и като прилагателно.
Влиянието на жанра не се ограничава само с литературата – съществуват множество компютърни игри и няколко нашумели филма с фентъзи сюжет. Голяма част от настолните ролеви игри също са с фентъзи тематика, съществуват и голям брой художници (илюстратори) обвързани с жанра.
Обикновено се счита че сред основателите на фентъзито е Р.Хауърд. Впоследствие Дж. Р.Р.Толкин оказва голяма влияние върху фентъзито през 70-те, 80-те и ранните 90 години на XX в. Все пак от Робърт Хауърд и Толкин до днес фентъзито се е променило изключително много. С течение на времето във фентъзито са се обособили поджанрове.

## Ранна история на фентъзито
Първоначално  повечето народи се обръщат към митологията и създават етилогични легенди за сътворението на света - от библейските разкази за Адам и Ева и за Потопа, до индийските и китайските митове, или древногръцкит легенди. Така се зараждат легендите за ужасяващи чудовика, безсмъртни богове и невероятни герои.  След навлизане на християнството през I - III век със западането на политеизма, анимизма и тотемизма тези митове западат. За сметка на това по времето на романтизма множество изследователи като братя Грим, Майнхард и Шарл перо започват да изследват народната култура на своите народи и да я описват в приказки.  (В България представител на това течение е Георги С. Раковски) . През 20-те години на XX век Робърт Хауърд черпи вдъхновение от Елена Блаватска, а тя на свой ред - от митологията (по-конкретно от шумерските легенди за Гилгамеш). По-късно автори във фентъзито като Дж. Р. Р. Толкин и Клайв Стейпълс Луис черпят вдъхновение от Библията. 

## Съвременно фентъзи. Поджанрове

### Героично фентъзи ("Меч и магия"/Приключенско фентъзи)
Обикновено в него има един ярък герой или героиня - приключенец - който преодолява всички препятствия. Често такива герои се изправят срещу магьосници и/или свръхестествени създания. Добри примери са Конан Варварина, Къл Завоевателя и Червената Соня. Основател на този вид фентъзи е Уилям Морис, (през 80-те години на XIX век), а  после в него творят лорд Дърнсли и Ерик Едисон. Но  Робърт Хауърд   създава пионерска визия  за този поджанр.  Първоначално Хауърд дава термина "героична фантастика"-  като  същевременно използва името "меч и магия"   Впоследствие Дж. Р. Р. Толкин дава нов тласък на жанра с книгата "Билбо Бегинс. Или дотам и обратно". Оттогава  този поджанр се е развил много. (̩"Властелинът" и "Хобит" са повлияли и върху изграждането на ролевата игра "Подземия и дракони" и сложния ѝ сетинг).  Героичното фентъзи може да бъде направено по-скоро като за деца (Кристофър Паолини) или за  възрастни (Робърт Салваторе). Второто е с много по-мрачни и брутални краски. Сравнително по-нов тип героично фентъзи предлага Робин Хоб в поредиците за Придворният убиец. Главният герой Фицрицарин не съотвества на някои от стереотипите в жанра - той е принуден да има тежък избор между дълга и честта си и семейството. Освен това той  съчетава кралският си произход, с това че е копеле и превъплъщенец, в свят който ненавижда тази магия. Фицрицарин не покрива класическите престави за принцът - рицар на бял кон.

### Епично фентъзи[3]
Терминът „епично фентъзи“ е измислен от Лойд Александър през 1971 г. в есето  „Високо фентъзи и героична романтика“, което първоначално е дадено на „Кръглата Маса на Детските Библиотекари“ в Нова Англия през октомври 1969 г.  За основател на този вид поджанр често е сочен Дж. Р. Р. Толкин. Със своята творба "Властелинът на пръстените" той дава нов тласък на приключенското фентъзи. Героите вече обикалят необятни земи, борят се с могъщи врагове; често приключението има по няколко главни героя. Основен е конфликта добро - зло. През 80-те и ранните 90-те на XX век много автори   в ранното си творчество са повлияни Толкин - Робърт Джордан (Колелото на времето),Реймънд Фийст (поредиците за Разлома), Тери Брукс (поредиците за "Шанара") и пр. След 90-те години на XX век постепенно епичното фентъзи се е развива и се е откъсва от влиянието на Толкин. Основният конфикт вече не е добро-зло, а битка за власт между различни магьосници, като никой не е само добър или само зъл. В много от случаите имаме мащабни поредици  и сериозно светостроене (изграждане на сетинга).  Автори като  Стивън Ериксън, ("Малазанската империя"), Робърт Джордан ("Колелото на времето"), Брайън Маклелън (Барутните магове) и Глен Кук ("Черният отряд") са считани за нови еталони  в жанра. Добър пример за известно епично фентъзи са и "Летописите на светлината на бурята" на  Брандън Сандърсън..  .

### Технофентъзи (научно фентъзи)
При този вид фентъзи има сериозно припокриване на жанровете фентази и фантастика. Може би най-изявеният писател в този поджанр е Роджър Зелазни. Добър пример е известната му поредица "Хрониките на Амбър". В нея има техника, съчетана с магия - например карти с изрисувано лице, които играят ролята на магически GSM-и.  Много от произведенията  на Брандън Сандерсън ("Мъглороден", "Възмездителите") са в същия стил. 

### Историческо фентъзи
Често за  негов основател е сочен Джордж Р. Р. Мартин. Мартин се разграничава от Толкин, поради липсата на реализъм в творбите на последния.Мартин счита, че управлението на една държава е трудно и че вижданията на Толкин "щом кралят е добър човек, значи кралството ще просперира" са много наивистични и архаични. Затова се отказва от романтичните разбирания за фентъзи и търси политическа правдоподобност. Вижданията му  застъпват идеите на натурализмът.   През 1996 Мартин поставя началото на своята поредица "Песен за огън и лед" в която присъстват  множество брутални сцени -  убийства (включително на главни герои), изнасилвания и пр. За вдъхновение той използва историята на средновековна Англия ( Война на розите,  войната на Матилда и пр). Друго известно име в този жанр  е на Джо Абъркромби. В неговите книги има поредица от масови убийства, както и осакатявания на герои.

### Градско ("Ърбън") фентъзи
Обикновено фентъзито се развива в митично кралство, но в някои случаи действието се развива в съвременна градска среда. Например в поредицата "Досиетата на Дрезден" на Джим Бъчър  главният герой, Хари Дрезден бори демони в центъра на Чикаго, САЩ. Друг известен писател е Волфганг Холбайн ("Вълче сърце"). Ърбън фентъзито е застъпено и в българските книги-игри - например при Елена Павлова  ("Градска вещица") и Георги Караджов ("Ловец на таласъми"). Павлова представя вещица в центъра на съвременна София, а  Караджов - ловец на вампири и върколаци, който активно действа в съвременна Варна. Все пак  към началото на 20- те години на XXI в. този вид фентъзи е със сравнително по-малко почитатели.

### Розово фентъзи (Роментази, "Дамско" фентъзи, Чиклит)
Трудно да му се даде точен родоначалник. Холивудската култура и поредици като "Подземен свят", ̥"Дневниците на вампира", "Здрач" безспорно повлияват  на фентъзито и от средата на 90-те на XX век масово започват да се издават любовни романи маскирани като фентъзи. Обикновено в тях има "забранена" междувидова любов между двама герои - вампир и млада жена-човек; вампирка и върколак; демон и девойка, чийто баща е ловец на демони и пр. Като цяло сюжетите са плитки, героите не се характеризират с особено израстване на харктерите и действието се концентрира върху любовната линия и еротиката.  Имена като Лоръл К. Хамилтън, Касандра Клеър, Сара Дж. Маас, Джанин Фрост, Ребека Ярос и прочие са  представители на такъв тип литература. Донякъде за представителка на този жанр може да се приеме  Елена Звездная, но нейните произведения не са типични, защото вкарва доста пародиен хумор в  тях. Тъй като този тип фентъзи е насочен към млади девойки, а освен това  по традиция се пише от жени той често бива нарпичан "дамско фентъзи" . Други понятия са "романтично фентъзи"/̯,"роментази̟", "розово фентъзи" и  чиклит.

### Младежко фентъзи (Адулт)
И тук е трудно да се посочи явен родоначалник, оше повече, че то донякъде се припокрива с розовото фентъзи. Героите задължително са младежи, често има и любовен сюжет.  Любовният сюжет не се откроява така ярко с еротика като в розовото фентъзи, но  в  този вид фентъзи има младежки свалки (Черната призма на Брент Уийкс,  трилогиите "Черният магьосник" и "Изменникът шпионин" на Труди Канаван). Същевременно героите често взимат емоционални решения. Този жанр се припокрива  и с т.нар "детско фентъзи" където обикновено главните герои са тийнеджъри в ранна възраст (12-13 годишна възраст). В детското фентъзи обичайно романтичните отношения отсъстват или са слабо застъпени, а света се движи по ясна конфронтация добро-зло. Добър пример е поредицата "Хрониките на Нарния" на Клайв Стейпълс Луис, която утвърждава християнският морал, чрез редица алегории. Съществуват и смесени жанрове - например "Хари Потър" на Джоан Роулинг. В първите 3-4 книги героите са юноши,  възгледите им са праволинейни, а проблемите - лесно решими. В последните книги обаче героите порастват, а скала "добро - зло" видимо се усложнява.  

### Пародийно фентъзи
През 1983 британският писател Тери Пратчет започва да издава своята първа книга от поредицата за Света на диска. - "Цветът на магията". До 2015 година излизат общо 40 книги от поредицата. Всички те са явна пародия на множество фентъзи клишета. Малко или много този тип писане повлиява за обръщане на някои фентъзи-стереотипи насадени от Толкин. Например в  книгите на Стен Никълъс орките са добрите герои.  При Майкъл Дж. Съливан ("Откровенията  на Ририя")хората са се превърнали в господстващ вид, натикали са джуджетата в гета, а елфите са прокудили. Също така тези автори на свой ред започват да вкарват хумор в своите произведения. От началото на XXI век в пародиен стил започват да пишат множество руски автори - Алекс Кош, (поредиците "Занаятът", "Мистик" и пр.) Олга Громико ("Космически льохмани"),  и донякъде - произведенията на Елена Звездная (последната пише най-вече романтично фентъзи, но вкарва много хумор в него.) 

## Жанрове, които имат по-далечна връзка с фентъзито

### Магически реализъм / Eтно фентъзи
Магическият реализъм не е ново течение, но от 20-те години на XXI век, започва да набира популярност в България. Често митологично - фолклорни мотиви са вплетени заедно  с магия, а освен това е прибавен и нюанс на реализъм. В този жанр творят Катрин Арден, Мария Семьонова, Васил Попов, Геновева Димова, Искра Урумова,  Вида Делчева и др.  

### Хорър/Ужас/Психо
По принцип Хоръра е отделен жанр, в който еталони са имена като Едгар Алан По, Хауърд Лъвкрафт  и Стивън Кинг. Постепенно обаче този жанр  започва да се припокрива с фентъзито. Много  от свръхестествените създания и чудовища са характерни за ужасите и е трудно да се прецени къде свършва фентъзито и къде започва хоръра. "Франкенщайн" на Мери Шели и "граф Дракула" на Брам Стокър са примери за произведения, които трудно могат да се поберат в един жанр.Тази връзка на фентъзито със споменатите жанрове ражда т.нар. дарк фентъзи (черно фентъзи, мрачно фентъзи). Тук сюжета е много -брутален от обикновено. Добър пример е  поредицата "Демонски цикъл" на Питър Брет.

## Фентъзито в България
През 90 те години на XX век някои чуждестранни автори като Кристофър Паолини и Джоан Роулинг, черпят вдъхновение от българската история и фолклор. Демократичните промени от 1991 дават свобода на печата, а влизането на България в ЕС през 2007 я приобщава към чуждата култура, което дава тласък за развитието на фентъзито.   Първоначално фентъзито е представено от имена като Александър Драганов и Иван Атанасов и по-скоро имитира чуждестранният опит (например "Тъмният рицар" на Ал. Драганов е със силни влияния от "Междузвездни войни"). Конкурсите "Таласъмия"  благоприятстват развието на българското фентъзи.  Постепенно, през XXI в. българското фентъзи започва да се обръща към търсене на народни мотиви (етно фентъзи) или представяне на фентъзито в съвременна градска среда (ърбън фентъзи). Имена като Васил Попов (̩"Мамник"), Геновева Димова, (̰̩"Мръсни дни"), Вида Делчева ("Слънцеломи"), Искра Урумова ("Откраднато.Опазено.Обречено") или пък Мартин Колев (̩"Софийски магьосници")  и др. залагат на фентъзи от нов тип. В своите ролеви игри Никола Райков също обръща подчертано внимание на славянският фолклор.

## Автори в жанра
Някои от най-известните писатели в жанра са: Робърт Хауърд , Дж. Р. Р. Толкин, Робин Хоб,Тери Гудкайнд, ,Робърт Джордан, Джордж Р. Р. Мартин, Стивън Ериксън,   Дейвид Едингс, Кристофър Паолини, Р. А. Салваторе, тандемът Маргарет Вайс и Трейси Хикман и др. Дж. К. Роулинг, авторка на „Хари Потър“, най-продаваната поредица книги в света, също се смята за фентъзи-писател, въпреки че книгите ѝ не се вписват напълно в характерното за жанра.
Други известни автори са Дейвид Гемел, Робърт Станек,  Тад Уилямс, Ник Перумов, Дж. Р. Уорд, Даринда Джоунс, Рик Риърдън, Ришел Мийд, Карън Мари Муунинг, Рейчъл Хокинс, Л. Дж. Смит, Вероника Рот,  Дебора Харкнес и други.
Съществуват и писатели, чиито произведения са жанрова смесица между фентъзи и научна фантастика. Ярки представители на това течение са Роджър Зелазни (включително и в съавторство с Робърт Шекли), Филип Х. Фармър и Майкъл Муркок, а към този тип истории може да се причисли и прословутата филмова сага Междузвездни войни.
В стила на този жанр са направени и множество филми и телевизионни сериали.
1. ↑  "Конан." Предисловие на Лий Спрег де Камп стр. 8, 1991 година https://chitanka.info/book/548-konan
2. 1 2  " Конан" - "предисловие на Л. Спрег де Камп" , превод на български от 1991 стр.7.https://chitanka.info/book/548-konan
3. ↑  Defining the Genre: High Fantasy // fandomania. 11 May 2011. Архивиран от оригинала на 22 March 2019. Посетен на 8 August 2016. "High Fantasy is probably one of the most recognizable subgenres of Fantasy.
4. 1 2  https://azcheta.com/george-r-r-martin-intervyu/